# (120673) 1997 AA6
1997 أي أي 6 (ويعرف أيضًا باسم (120673) 1997 أي أي 6 وفق تسمية الكوكب الصغير) (بالإنجليزية: 1997 AA6)‏؛ هو كويكب ضمن حزام الكويكبات.
اكتُشف هذا الجُرم الفلكي بواسطة برنامج شميدت للكويكبات في بكين في 2 يناير 1997، وترتيبه 120673 من حيث الاكتشاف.

## الوصف
اكتُشف 1206731997AA في 2 يناير 1997 في محطة شينغلونغ، الواقع في جبال يان، مقاطعة خبي في الصين، بواسطة برنامج شميدت للكويكبات في بكين. وقد رصد المشروع 710 مشاهدة للكويكب إلى غاية 5 فبراير 2022 بتوقيت منطقة المحيط الهادئ، أي في مدة قدرها 9,144 يومًا (25.1 عام). تستغرق الفترة المدارية للكويكب 1,540 يومًا (4.2 عام).

## الخصائص المدارية
يتميز مدار هذا الكويكب بنصف محور رئيسي يبلغ 2.6 وحدة فلكية، وحضيض قدره 2.16 وحدة فلكية، وانحراف قدره 0.169 وزاوية ميلان 11.6 درجة بالنسبة لمسار الشمس. بسبب هذه الخصائص، أي نصف المحور الرئيسي بين 2 و3.2 وحدة فلكية وحضيض أكبر من 1,666 وحدة فلكية، يُصنف هذا الجُرم الفلكي وفقًا لقاعدة بيانات مختبر الدفع النفاث لأجرام النظام الشمسي الصغيرة كائنًا من حزام الكويكبات الرئيسي.

## وصلات خارجية
- (120673) 1997 AA6 في قاعدة بيانات مختبر الدفع النفاث لأجرام النظام الشمسي الصغيرة

- الاكتشاف · مخطط المدار ·  العناصر المدارية · المعلمات المادية

- (120673) 1997 AA6 على موقع ويكي سكاي: DSS2, SDSS, GALEX, IRAS, Hydrogen α, X-Ray, Astrophoto, Sky Map, Articles and images